# Wiktor Zubkow (ur. 1943)
Wiktor Zacharowycz Zubkow, ukr. Віктор Захарович Зубков, ros. Виктор Захарович Зубков, Wiktor Zacharowicz Zubkow (ur. 2 maja 1943 w Zaporożu) – ukraiński piłkarz, grający na pozycji pomocnika, a wcześniej obrońca, trener piłkarski.

## Kariera piłkarska

### Kariera klubowa
Rodem z Doniecka, chociaż matka urodziła go w Zaporożu, gdzie gościła u swojej siostry. Mając 14 lat zapisał się do Szkoły Piłkarskiej Szachtara Stalino. W 1960 rozpoczął karierę piłkarską w drużynie rezerwowej Szachtara Stalino. W 1962 bronił barw Łokomotywu Donieck, po czym powrócił do Szachtara. Dopiero w 1964 debiutował w pierwszej drużynie Szachtara Donieck. W 1967 przeszedł do Czornomorca Odessa, w którym występował przez 9 lat. W 1975 zakończył karierę piłkarską. W sezonie 1992/93 prowadząc amatorski klub Błaho Błahojewe wychodził również na boisko w składzie pierwszej drużyny.

## Kariera trenerska
Po zakończeniu kariery zawodniczej w latach 1975-1977 uczył się w Wyższej Szkole Trenerskiej w Moskwie (wcześniej ukończył studia w Instytucie Pedagogicznym w Odessie). Od 1978 pracował w sztabie szkoleniowym Czornomorca Odessa. Zajmował różne stanowiska - asystenta trenera, dyrektora, głównego trenera. Od lata 1982 do końca 1984 samodzielnie prowadził Krystał Chersoń. Potem trenował kluby SKA Odessa, Sudnobudiwnyk Mikołajów, Dynamo Odessa, Czornomoroczka Odessa i Błaho Błahojewe. W sezonie 1993/94 pomagał trenować mołdawski Tiligul-Tiras Tyraspol. W kolejnych latach pracował z amatorskimi zespołami Błaho Błahojewe, Wiktorija Iwaniwka i Awtomobilist-Besarabija Odessa. Od początku XXI pracował w SDJuSzOR Czornomoreć Odessa. Setki jego wychowanków grali i nadal grają w zawodowych klubach piłkarskich.

## Sukcesy i odznaczenia

### Sukcesy klubowe
- brązowy medalista Mistrzostw ZSRR: 1974
- mistrz Pierwszej Ligi ZSRR: 1973
- brązowy medalista Pierwszej Ligi ZSRR: 1971, 1972

### Odznaczenia
- tytuł Mistrza Sportu ZSRR: 1969